# Psilochorus sectus
Psilochorus sectus là một loài nhện trong họ Pholcidae. Loài này được phát hiện ở Brasil.